# Lierni Irizar Laspiur
Lierni Irizar Lazpiur (Bergara el 15 de maig de 1965) és treballadora social, psicoanalista i escriptora.

## Biografia
Lierni Irizar Lazpiur va viure en aquest municipi durant els seus primers anys de vida. Va estudiar en el Col·legi de la Companyia de María i posteriorment en l'Institut Ipintza, tots dos centres d'ensenyament  situats a Bergara.
Als divuit anys es va traslladar a Donostia per a estudiar a l'Escola Diocesana de Treball Social, situada llavors en Aldapeta. A l'any següent tota la família es va traslladar a viure a Donostia. Posteriorment, va estudiar Filosofia en la EHU (Universitat del Pais Basc), on també va obtenir el Diploma d'Estudis Avançats (DEA) en Ciència i Humanisme i el Doctorat. És doctora en Filosofia i Màster en Salut Mental.
Com que aprendre a tocar el piano era el seu desig des de petita, també va estudiar música. Va estudiar solfeig, piano, harmonia i composició, obtenint el Títol Elemental de Música. Al llarg de la seva vida ha tornat moltes vegades a tocar el piano com a amateur.

## Carrera professional
Ha desenvolupat una llarga i rica trajectòria en l'àmbit social, educatiu i clínic. Després d'estudiar Treball Social, va exercir durant uns anys en l'àrea de Serveis Socials. També va col·laborar amb la Creu Roja participant en diferents projectes relacionats amb les persones majors i els tràmits de protecció. Ha estat treballadora dels Serveis Socials de Base de l'Ajuntament de Donostia. Ha participat en diversos projectes de voluntariat contra la SIDA al País Basc i a Espanya 
En aquests mateixos anys va començar a formar-se en psicoanàlisis i a treballar en aquest camp. Una vegada finalitzada la seva tesi doctoral va cursar un Màster en Salut Mental. Des de llavors ha treballat en el camp de la psicoanàlisi. Actualment és membre de la denominada Association Mondiale de Psychanalyse (AMP) i de l'Escola Lacaniana de Psicoanàlisi del Camp Freudià (ELP) dependent al seu torn de la AMP

## Publicacions
Des que va publicar el seu primer llibre el 2014, l'escriptura s'ha convertit en una de les seves activitats actuals. Entre les seves publicacions hi ha:
- La pérdida del humano. El modo en que se trata el sufrimiento, la enfermedad y la diferencia, (2014)[5]
- El cuerpo, extraño. Dos formas de entender el cuerpo: medicina y psicoanálisis (2016)[6]
- Banalizaciones contemporáneas: lenguaje, sufrimiento, enfermedad y muerte. (2018)  [7]
- Lo que nadie quiere saber (2021) [8]
- Las palabras que me soñaron (2022).[9]
- La lengua que nos habla. Restos de una penumbra (2024) [10]

Juntament amb el psicoanalista i escriptor Arnoldo Liberman, també ha publicat els següents llibres:
- Dos más dos son diez. Las palabras que cuentan (2022) [11]
- La pregunta incesante. Bajo la piel de las palabras (2023).[12]
- Voces de mujeres. La travesía del silencio. (2025) [13]